# Olympique Lyonnais
O Olympique Lyonnais, mais conhecido como Lyon, é um clube de futebol francês da cidade de Lyon. Atualmente joga na Ligue 1. Manda seus jogos no Parc Olympique Lyonnais, e suas cores são o azul, o vermelho e o branco.

## História

### O começo
O Olympique Lyonnais surgiu após um desacordo entre as secções de rugby e de futebol do clube multidesportos Lyon Olympique, que existia desde 1899. A seleção de futebol francesa dividiu-se do resto do clube e escolheu um novo nome: Olympique Lyonnais. É por isto mesmo que os adeptos do Olympique Lyonnais alegam que o clube foi fundado em 1899.
Antes de 1966, o clube teve algum sucesso; depois de ter sido eclipsado pelo FC Lyon em 1908 e 1909, o clube venceu o Campeonato Francês de Futebol em 1910. Em 1920, o clube foi para um novo estádio, Stade de Gerland, um estádio desenhado por Tony Garnier, um arquitecto local.
Aí, o clube mudou o nome para Lyon Olympique Universitaire, e voltou a juntar-se ao futebol profissional em 1942, e venceu a pool Sul do campeonato do final da guerra, com mais 2 pontos do que o Bordeaux. A final nacional foi contra o Rouen, e o Lyon venceu por 4–0. Estes sucessos culminaram na Ligue 1 no início da época de 1945–46, mas presidido por Félix Louot, o clube foi rebaixado à Ligue 2 na época seguinte.
O clube iria ter que esperar 10 anos até vencer a Ligue 2, o 1º troféu estabelecido, em 1951. Contudo, o Lyon foi novamente rebaixado para a Ligue 2, depois de uma temporada na Ligue 1. Depois de gerido por Julien Darui que reconstruiu o plantel, o clube foi novamente promovido à Ligue 1, pela 2ª vez em 5 anos.
O Olympique Lyonnais teve triunfos atrás de triunfos nas décadas de 60 e 70, ganhando 3 Coupes de France, e um Trophée des Champions; é de referir que 5 treinadores juntaram-se e deixaram o clube durante esta era do Olympique Lyonnais. Contudo, o clube teve sem triunfos durante um grande período, e foi despromovido à Ligue 2 em 1983.

### Grandes aspirações
Jean-Michel Aulas tomou o controlo do clube em 1987. Aulas investiu no clube com o objectivo de o transformar em um Lyon estável na Ligue 1 e também para desenvolver o clube a nível europeu. Jean-Michel Aulas pretendia fazer o Lyon um grande clube da Europa em 15 anos. Assim, Denis Marcel Le Borgne, o clube foi promovido duas vezes para iniciar um período de triunfos, mas nessas duas ocasiões foi despromovido novamente na época seguinte.
Raymond Domenech, que nasceu em Lyon, foi nomeado como seu sucessor e alcançou a promoção à Ligue 1. O Lyon foi coroado campeão da Liga 2, pela terceira vez.
Na 1ª temporada com Raymond Domenech, o Lyon terminou a Ligue 1 em 8º, não sendo despromovido. Domenech levou o clube ao 5º lugar na sua segunda temporada, o que garantiu ao Lyon um lugar na Taça UEFA. A qualificação europeia foi alcançada após apenas dois anos na Ligue 1, e apenas quatro anos depois Aulas ter assumido o controle.
Domenech decidiu sair após o final da temporada 1992/93, depois de ter sido apontado como novo seleccionador francês. A primeira escolha para substituir Domenech foi o antigo internacional francês Jean Tigana. Ele fez parte do célebre "Magic Diamond", juntamente com Michel Platini, Alain Giresse e Luis Fernandez. Tigana desenvolveu o Lyon, e o clube tornou-se um verdadeiro candidato ao título da Ligue 1, com o aparecimento de novos jogadores, como Abedi Pelé. Tigana foi forçado a deixar o clube em 1995, após uma grave pressão mediática.
Guy Stéphan assumiu o cargo em 1995 após a saída de Tigana, e ajudou a garantir um lugar nas competições europeias, uma vez mais através da Taça Intertoto. Stéphan foi demitido no início da temporada seguinte, e Bernard Lacombe foi nomeado treinador. Logo nessa temporada garantiu um lugar na Taça UEFA, onde foi eliminado na 2ª Ronda pelo Inter de Milão, que iriam vencer o troféu nesse ano. Na Ligue 1, o clube continuou a progredir no final do século XX, sendo sexto em 1998 e terceiro em 1999 e 2000.

### Era Pernambucano, a melhor da história do OL
Nos primeiros anos do século XXI, o Olympique Lyonnais dominou a Ligue 1 francesa. Após o segundo lugar em 2001, o Lyon, liderado pelo brasileiro Juninho Pernambucano conquistou sete títulos consecutivos na Ligue 1 (entre 2002 e 2008), tornando-se no primeiro clube francês na História a fazê-lo. Tornou-se uma verdadeira máquina de vencer no futebol francês, naquela que seria o melhor momento de sua história. Contudo, as ambições europeias do Lyon não têm resultado em títulos, com a semi final da Liga dos Campeões a ser o melhor resultado do clube a nível europeu.
Jacques Santini foi nomeado treinador em 2000, após deixar o seu cargo no FC Sochaux. Santini restabeleceu rapidamente a equipa e, em 2001, o Lyon venceu a Coupe de la Liga (Taça da Liga), que curiosamente foi o primeiro grande troféu do clube desde a vitória na Coupe de France em 1973. Santini também levou o clube ao topo na Ligue 1: o Lyon terminou em 2º na Ligue 1 em 2001 e, portanto, qualificou-se para a Liga dos Campeões da UEFA. Santini não foi popular entre os fãs pela sua abordagem defensiva ao jogo.
Em 2002, Santini foi melhor e levou o Lyon ao seu primeiro título na Ligue 1, após uma vitória contra o RC Lens. Contudo, Santini ainda não conseguira convencer a maioria dos adeptos do Olympique Lyonnais de que ele era o homem certo, depois de sofrer uma eliminação precoce na Liga dos Campeões, e 15 dias depois da conquista do campeonato, Santini anunciou a sua demissão como treinador do Lyon. Ele optou pela equipa nacional de futebol da França. Paul Le Guen substituiu Santini, e o novo treinador foi responsável pela conquista de três títulos consecutivos da Ligue 1 para o Lyon.

### Era Pós-Pernambucano
Após a saída de Juninho para o Al-Gharafa Sports Club, o Lyon não conseguiu mais repetir os anos vitoriosos do século XXI e voltou a ser uma equipe coadjuvante no cenário francês. O time alternou boas e más campanhas no campeonato francês e tinha em seu maior desejo uma Liga dos Campeões da UEFA. O mais perto de concretizar este desejo ocorreu na temporada 2009–2010, onde o Lyon acabou sendo eliminado nas semifinais pelo Bayern de Munique. Até a temporada 2012, o Lyon conquistou apenas 1 título oficial, a Copa da França, em 2011.
Em 2012, o time foi o primeiro a lançar um uniforme em 3D.
O Lyon conquistou logo no início da temporada 2012–2013, a Supercopa da França em cima do Montpellier, conquistando assim o seu oitavo título na competição.
Em 2017, mais uma vez sonhou com a primeira classificação para uma final europeia, mas faltou um gol para levar o duelo válido pelas semifinais da Liga Europa da UEFA para a prorrogação, pois após ter feito 4–1 na partida de ida, na Holanda, o Ajax avançou para a decisão mesmo tendo perdido por 3–1 para o Lyon, na França.
Em 2020, o Lyon foi vice campeão da Copa da Liga Francesa, perdendo o título para o PSG nos pênaltis após empate em 0–0 no tempo normal, além disso a equipe do Lyon igualou sua melhor campanha em uma Liga dos Campeões da UEFA, chegando nas semifinais após eliminar as equipes da Juventus e do Manchester City, colocando pela primeira vez dois times franceses nas semifinais, ao lado do PSG.

### Pernambucano volta ao OL como dirigente
O tempo sem o grande ídolo não foi longo. Em maio de 2019, Juninho voltou ao Lyon, assumindo o cargo de diretor esportivo. Foi apresentado ao lado do também brasileiro Sylvinho, que seria o treinador da equipe. 
Dedicado ao futebol da equipe deste então, o dirigente já fez algumas boas contratações de impacto para o clube francês, como Bruno Guimarães, Lucas Paquetá, Shaqiri e Jérôme Boateng. Além disso, o time chegou às semifinais da Liga dos Campeões da UEFA em 2020, deixando Juventus e Manchester City pelo caminho, o maior ato de Juninho como dirigente até então.
OL firma parceria com a Pelé Academia
Reconhecido internacionalmente como um dos principais clubes formadores do mundo, o Olympique Lyonnais é parceiro estratégico da Pelé Academia desde 2019. O clube francês traz sua metodologia no desenvolvimento de crianças e adolescentes que sonham em virar jogadores. Em troca, terão prioridade em transferências futuras. Sendo assim, a Pelé Academia se torna os únicos parceiros globais do Olympique Lyonnais na América Latina e se une ao projeto junto com times na China, Vietnam, Líbano, Portugal, Marrocos, Estados Unidos e Senegal.

### Rebaixamento à Ligue 2
No dia 24 de junho de 2025, o Lyon foi rebaixado para a Ligue 2 por ordem da Direção Nacional de Controle e Gestão (DNCG), após não apresentar suas finanças para a temporada 2024-25. Anteriormente, o clube já havia sido punido com um transfer ban em janeiro do mesmo ano. A dívida é estimada em 175 milhões de euros, cerca de R$ 1 bilhão de reais.  Posteriormente, o rebaixamento foi anulado pela Federação Francesa de Futebol (FFF), após a mesma impor um teto salarial e taxas de transferência no orçamento proposto pelo clube. Além disso, a dona do time feminino do Lyon, Michele Kang, foi nomeada presidente do clube, substituindo John Textor. 

## Estádio

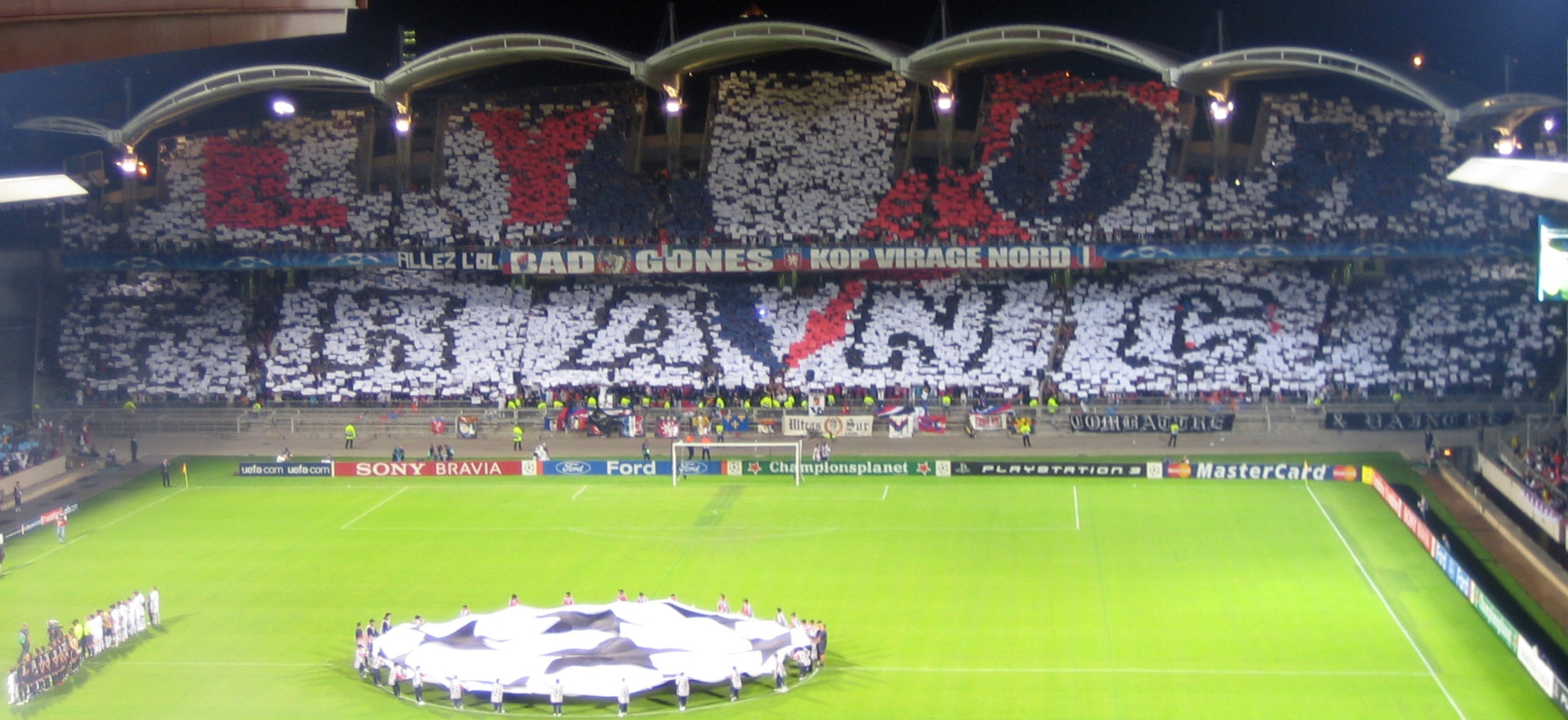
Estádio de Gerland.

O Stade de Gerland é um estádio de futebol localizado em Lyon, no sudeste da França. É a casa do time francês Olympique Lyonnais, atual heptacampeão francês.
Começou a ser construído em 1913, mas com a Primeira Guerra Mundial foi interrompido. Voltou a ser construído em 1919 com a ajuda de prisioneiros de guerra alemães. Em 1920 foi inaugurado, com uma pista de ciclismo e uma de atletismo em volta do gramado.
Em 1960 a pista de ciclismo foi destruída em prol da ampliação da capacidade para 50 000 lugares. Em 1984, com a Eurocopa, o estádio foi ampliado para 51 680 lugares.
Foi totalmente reformado para a Copa do Mundo de 1998, sendo removida a pista de atletismo e colocadas cadeiras para todos os torcedores. A capacidade máxima ficou em 42 000 torcedores.
O recorde de público no Campeonato Francês de Futebol é de 48 552 num jogo entre Olympique Lyonnais e AS Saint-Étienne em 9 de Setembro de 1980.
Recebeu 6 partidas da Copa, entre elas o "jogo da paz" entre Estados Unidos e Irã e as quartas de final, entre Alemanha e Croácia.
No jogo Camarões e Colômbia, pela Copa das Confederações de 2003, o meio-campo camaronês Marc-Vivien Foé teve um colapso em campo e morreu antes de chegar ao hospital.
O estádio foi uma das sedes da Copa do Mundo de Rugby de 2007.

Em 2012 começou a construção do Parc Olympique Lyonnais com capacidade para 61 000 espectadores que foi utilizado na Eurocopa 2016.

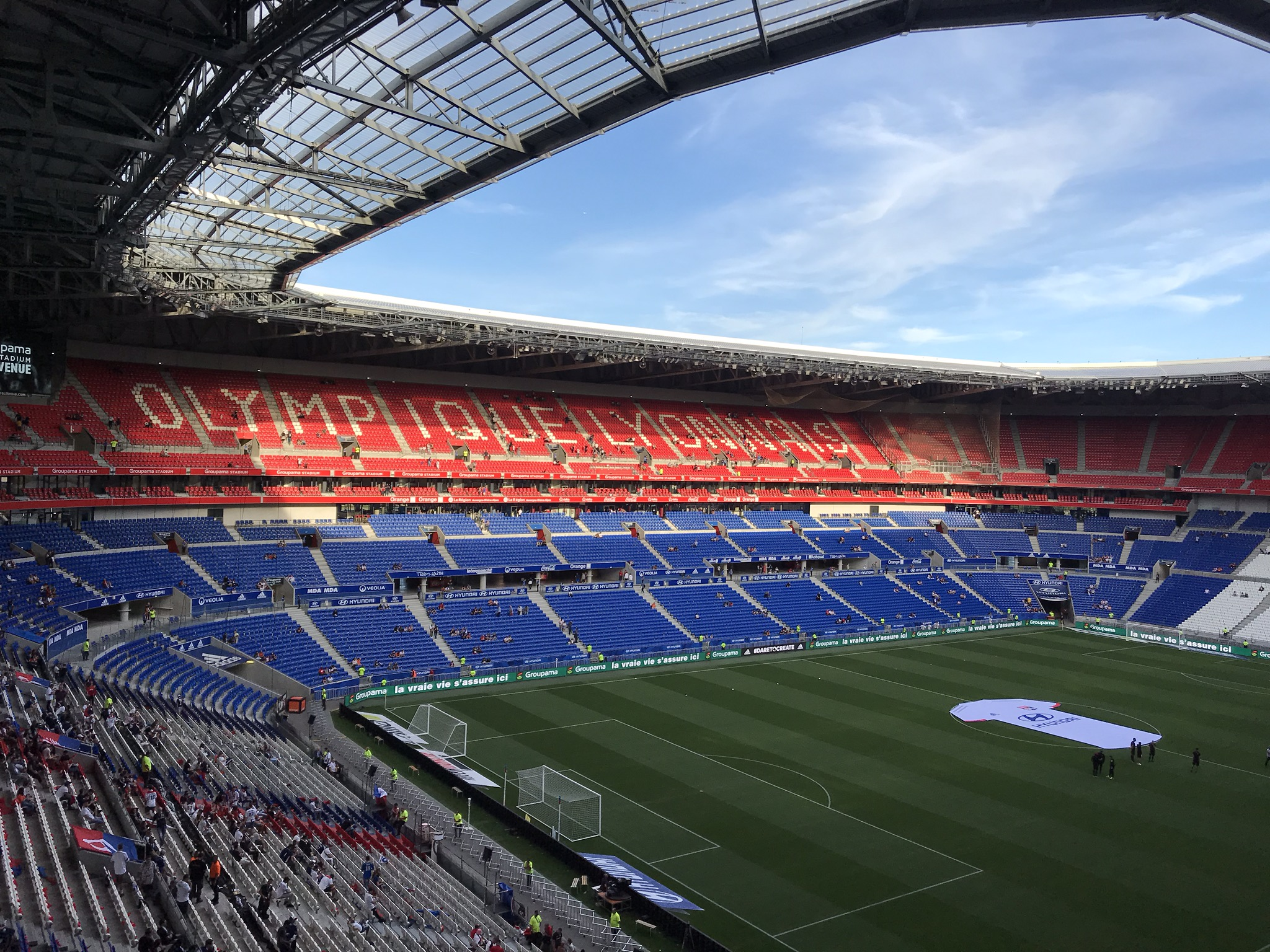
Olympique Lyonnais
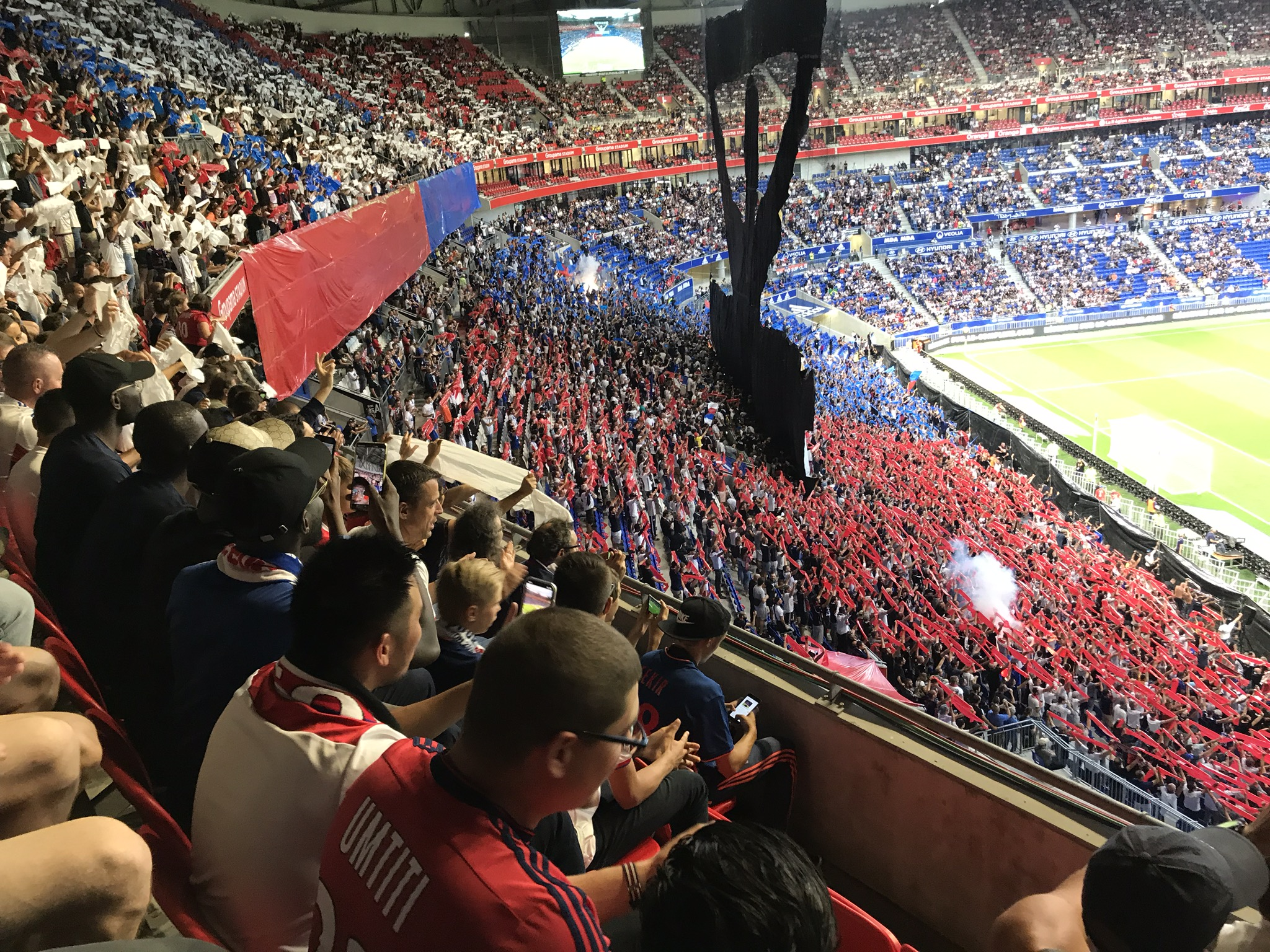
Bad Gones
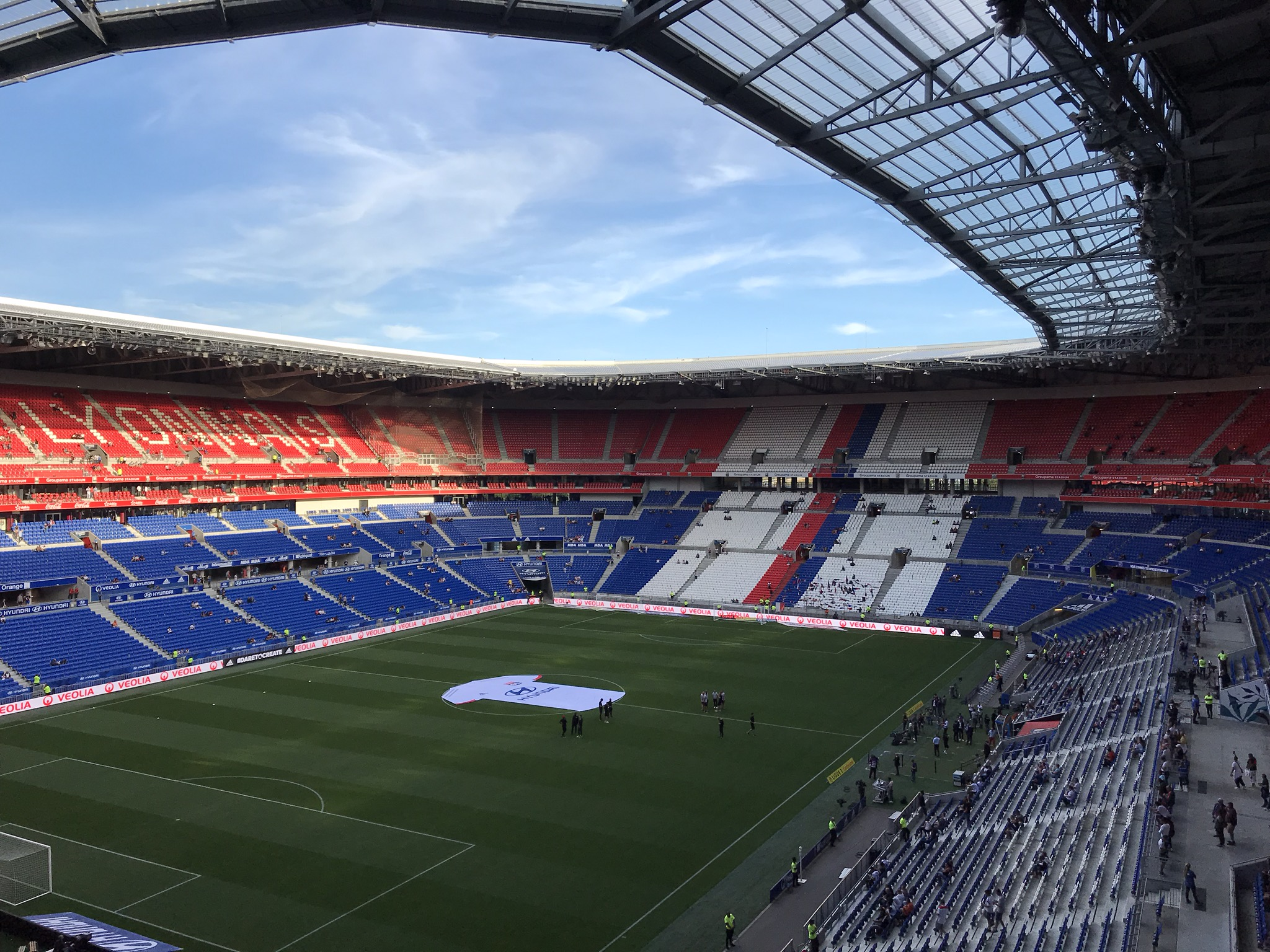
Groupama Stadium

## Recordistas de jogos
Os números de Lacazette podem estar desatualizados, pois o jogador se encontra em atividade.
| #  | País              | Nome                 | Período             | Jogos |
| -- | ----------------- | -------------------- | ------------------- | ----- |
| 1  | Marrocos · França | Serge Chiesa         | 1969–1983           | 541   |
| 2  | França            | Grégory Coupet       | 1997–2008           | 518   |
| 3  | Portugal          | Anthony Lopes        | 2011–2024           | 489   |
| 4  | França            | Fleury Di Nallo      | 1960–1974           | 489   |
| 5  | França            | Yves Chauveau        | 1966–1975 1978–1982 | 438   |
| 6  | França            | Sidney Govou         | 1999–2010           | 412   |
| 7  | França            | Anthony Réveillère   | 2003–2013           | 406   |
| 8  | França            | Aimé Mignot          | 1955–1966           | 400   |
| 9  | França            | Alexandre Lacazette  | 2010–2017 2022–     | 389   |
| 10 | Brasil            | Juninho Pernambucano | 2001–2009           | 344   |

## Maiores artilheiros
Os números de Lacazette podem estar desatualizados, pois o jogador se encontra em atividade.
| #  | País              | Nome                 | Período         | Gols |
| -- | ----------------- | -------------------- | --------------- | ---- |
| 1  | França            | Alexandre Lacazette  | 2010–2017 2022– | 199  |
| 2  | França            | Fleury Di Nallo      | 1960–1974       | 182  |
| 3  | Marrocos · França | Serge Chiesa         | 1969–1983       | 134  |
| 4  | França            | Bernard Lacombe      | 1969–1978       | 128  |
| 5  | Brasil            | Juninho Pernambucano | 2001–2009       | 100  |
| 6  | França            | Bafétimbi Gomis      | 2009–2014       | 95   |
| 7  | Brasil            | Sonny Anderson       | 1999–2003       | 91   |
| 8  | Argentina         | Lisandro López       | 2009–2013       | 82   |
| 9  | França            | Nestor Combin        | 1959–1964       | 78   |
| 10 | França            | Sidney Govou         | 1999–2010       | 77   |

## Títulos
| CONTINENTAIS | CONTINENTAIS                 | CONTINENTAIS | CONTINENTAIS                                                   |
|              | Competição                   | Títulos      | Temporadas                                                     |
| ------------ | ---------------------------- | ------------ | -------------------------------------------------------------- |
|              | Copa Intertoto da UEFA       | 1            | 1997                                                           |
| NACIONAIS    |                              |              |                                                                |
|              | Competição                   | Títulos      | Temporadas                                                     |
|              | Campeonato Francês           | 7            | 2001–02, 2002–03, 2003–04, 2004–05, 2005–06, 2006–07 e 2007–08 |
|              | Copa da França               | 5            | 1963–64, 1966–67, 1972–73, 2007–08 e 2011–12                   |
|              | Supercopa da França          | 8            | 1973, 2002, 2003, 2004, 2005, 2006, 2007 e 2012                |
|              | Copa da Liga Francesa        | 1            | 2000–01                                                        |
|              | Campeonato Francês – Ligue 2 | 3            | 1950–51, 1953–54 e 1988–89                                     |

Outras conquistas
- Copa da Paz: 2007
- Eusébio Cup: 2018
- Emirates Cup: 2019

## Elenco atual
Última atualização: 22 de janeiro de 2025.  

### Números aposentados
16 —  em reconhecimento ao goleiro Luc Borrelli. Borrelli morreu em um acidente de carro, em Fevereiro de 1999. Voltou a ser utilizado pelo suíço Jeremy Frick.
17 —  em reconhecimento ao meio-campista Marc-Vivien Foé. Foé morreu jogando pela Seleção Camaronesa na Copa das Confederações de 2003 no Stade de Gerland, em Lyon. O número 17 voltou a ser utilizado em 2008, pelo também camaronês Jean Makoun.